# J. Hamilton Lewis

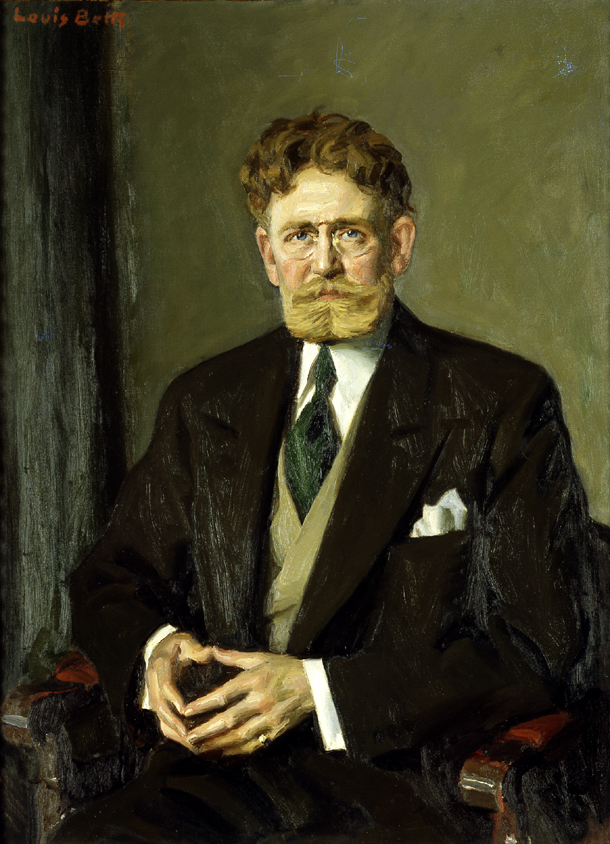
J. Hamilton Lewis

James Hamilton Lewis, född 18 maj 1863 i Danville, Virginia, död 9 april 1939 i Washington, D.C., var en amerikansk demokratisk politiker. Han representerade delstaten Washington i USA:s representanthus 1897–1899 samt Illinois i USA:s senat 1913–1919 och på nytt från 1931 fram till sin död. Han var den första ledamoten av USA:s senat som fick uppdraget som whip.
Lewis gick i skola i Georgia och studerade vid University of Virginia. Därefter studerade han juridik i Georgia och inledde 1882 sin karriär som advokat. Tre år senare flyttade han till Seattle.
Lewis blev invald i representanthuset i kongressvalet 1896 men lyckades inte bli omvald två år senare. År 1903 flyttade han vidare till Chicago och kandiderade 1908 utan framgång till guvernör.
Som demokraternas whip under sin första mandatperiod i senaten lyckades Lewis i sitt uppdrag att få många av lagarna i president Woodrow Wilsons reformprogram The New Freedom godkända i senaten. På den tiden fanns ännu ingen majoritetsledare i senaten och även befattningen som whip togs 1913 för första gången i bruk. Lewis förlorade guvernörsvalet i Illinois 1920 mot republikanen Len Small.
Lewis tillträdde 1931 på nytt som senator och redan efter två år återfick han sin gamla ledarskapsställning då han 1933 efterträdde Morris Sheppard som demokraternas whip samt republikanen Simeon D. Fess som majority whip. Demokraterna återfick sin majoritet som de senast hade åtnjutit under Wilsons tid som president. Franklin D. Roosevelt var ny president och hans reformprogram New Deal var mycket mera omfattande än Wilsons hade varit. Emellertid hade ställningen som majoritetsledare skapats och Joseph Taylor Robinson fick i den egenskapen huvudansvaret att få igenom presidentens lagförslag. Lewis hade återfått sin gamla titel som whip men han var nummer två i demokraternas grupp, under Robinson fram till dennes död år 1937 och sedan under Alben W. Barkley. Lewis avled 1939 i ämbetet och efterträddes som senator av James M. Slattery.